# أسواق دير الزور القديمة
أسواق دير الزور القديمة (السوق المقبي) باللهجة المحلية، وهي مجموعة من الأسواق التجارية القديمة بنيت أواخر العهد العثماني عام 1865، وقد دمرت بشكل شبه كامل جراء قصف النظام السوري للمدينة عام 2012.

## تاريخها
تحوي مدينة دير الزور نمطًا تقليديًا من الأسواق المسقوفة التي تمثل العصب التجاري للمدينة، كما تشكل نقطة التقاء بين أهل الريف والمدينة، وهي من الآثار القليلة جداً المتبقية من الحقبة العثمانية في المدينة، ما دفع مديرية الآثار للحفاظ على هذا الإرث الحضاري.
وقد بنيت أسواق دير الزور القديمة أواخر فترة الاحتلال العثماني سنة 1865م، وذلك عندما عين خليل بك ثاقب الأورفلي قائم مقام لـدير الزور، حيث أنشأ السرايا القديمة التي تضم حالياً مبنى قيادة الشرطة ومتحف التقاليد الشعبية القديمة والبوابة العثمانية ومقهى السرايا.
ويعتبر سوق الميري (السوق الحكومي) أول الأسواق المبنية ضمن سلسلة الأسواق القديمة حيث استخدم القائم مقام أشخاصاً من أورفة من أصحاب المهن ليخططوا وليبنوا أسواق دير الزور، ونظراً إلى قيمتها الفنية والجمالية والتراثية ولكونها الأثر الوحيد المتبقي للمدينة، الذي يعود إلى حقبة الحكم العثماني فقد تم تسجيلها في مديرية الآثار للحفاظ على هذا الإرث الحضاري. وتعود ملكية الأسواق القديمة إلى مجلس مدينة «دير الزور»، حيث كان قد صدر قانون استملاك الأسواق عام 1980م، وبقيت المحلات بيد أصحابها الأصليين لكونها المورد الأساسي الذي يعتمدون عليه في رزقهم.

## أجزاء السوق
تضم أسواق دير الزور القديمة (السوق المقبي) سبعة أسواق ضاربة في القـِدم تجتمع في مكان واحد لتشكل مركزاً تجارياً هاماً في دير الزور وهي:
- سوق العطارين:

يقع في الجهة الشرقية للأسواق القديمة، ويطل بواجهته الجنوبية على الشارع العام، وينتهي شمالاً بسوق الحبوب، وقد أدخلت بعض التعديلات العمرانية والمعمارية على هذا السوق فاستخدم البيتون المسلح في سقوف بعض المحلات وخاصةً في الجهة الشمالية منه، ويختص بتجارة المواد الغذائية والتوابل والأعشاب طبية والمنظفات وغيرها من مواد العطارة.
- سوق التجار:

يمتد باتجاه شمال جنوب لينتهي ببوابة عثمانية ويتقاطع مع سوق عكاظ من الجهة الشرقية ويتصل غرباً بسوق الحبال، كما يتصل في الجهة الشمالية الغربية بسوق القصابين، ويعود تاريخه إلى عام 1865، ويختص بتجارة السجاد والبسط القماش والألبسة الريفية.
- سوق الحدادين:

يقع سوق الحدادين في الجهة الغربية لشبكة الأسواق يحده جنوباً سوق الحبال وشمالاً سوق القصابين أما غرباً فيحده شارع الجسر يختص هذا السوق بصناعة أدوات الحصاد كالمناجل والفؤوس ولوازم بيت الشعر والأقماع.
- سوق الخشابين:

يختص هذا السوق بتصنيع المعدات الخشبية البسيطة اللازمة لأعمال الزراعة وبيوت الشعر وبعض الأثاث المنزلي والصندوق الخشبي المزركش لحفظ اللباس وكراسي الجلوس وقراءة القرآن والغرابيل والمخامر.
- سوق الحبوب:

سوق الحبوب أو «العَرَصَة» سوق متخصص في تجارة حبوب القمح «الحنطة» بالإضافة إلى تجارة البذور مثل بذور الجَبَس والسمسم والذرة الصفراء والفول والفستق السوداني والبقوليات بشكل عام، وقد تراجع نشاط السوق بعد إشراف الدولة المباشر على محصول القمح وانتقال تجارة الحبوب إلى سوق الصالحية.
- سوق الحبال:

يقع في الجهة الغربية من الأسواق حيث يبدأ من شارع الجسر وينتهي بسوق الحدادين في الجهة الشمالية، ويختص سوق الحبال ببيع مستلزمات الإقامة في البادية للبدو ولأهل الريف، ومن هذه المستلزمات بيت الشعر والحبال سواءً القطنية أو البلاستيكية، والجوادر والأوتاد وأحياناً بعض البسط والمرس والزرد والأجراس التي تعلق في رقاب الماشية.
- سوق خلوف:

ويقع في الجزء الجنوبي الغربي من الأسواق، يطل بواجهته الجنوبية على الشارع العام، وينتهي شمالاً بسوق الحدادين، وقد حافظ على شكله المعماري القديم، ويختص هذا السوق في تجارة الأقمشة والصوف والقطن والسمن العربي، بالإضافة لوجود محلات لبيع الحبال في الجزء الشمالي منه.